# Oestrich-Winkel
Oestrich-Winkel è un comune tedesco di 11 823 abitanti, situato nel land dell'Assia.